# Thunderdome
Thunderdome ist eine Musikveranstaltung in den Niederlanden. Es handelt sich um einen Rave, bei dem hauptsächlich Hardcore-Techno und Gabber gespielt wird. In den Jahren 2013–2016 fand kein Thunderdome statt. Dann gab es 2017 die Geburtstagsedition zum 25-jährigen Bestehen von Thunderdome. Der letzte Thunderdome fand am 13. & 14. Dezember 2024 in Antwerpen statt.
Der Name stammt aus dem Film Mad Max – Jenseits der Donnerkuppel.

## Geschichte

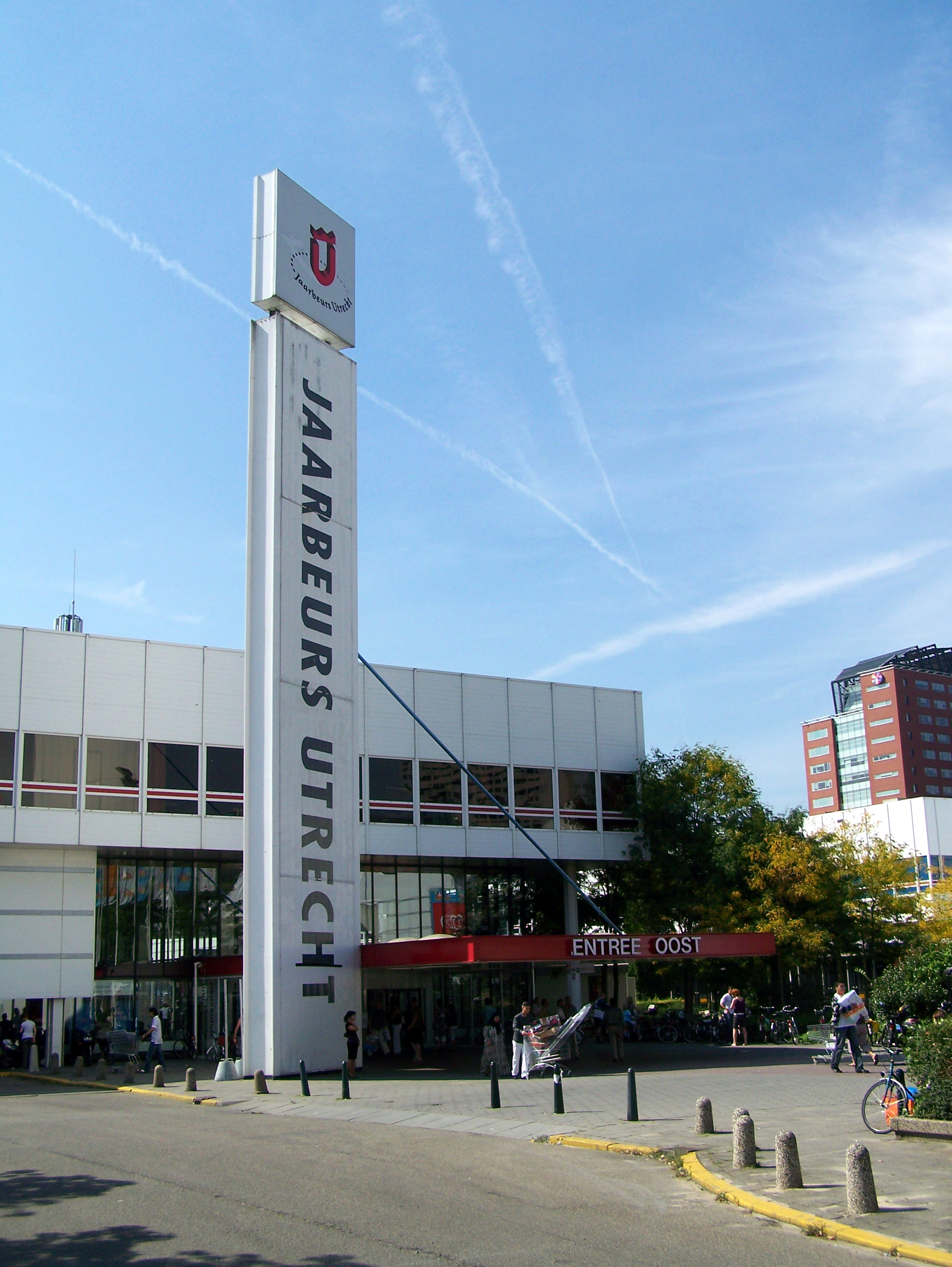
Eingang zum Kongress- und Veranstaltungscenter Jaarbeurs („Jahresmesse“)

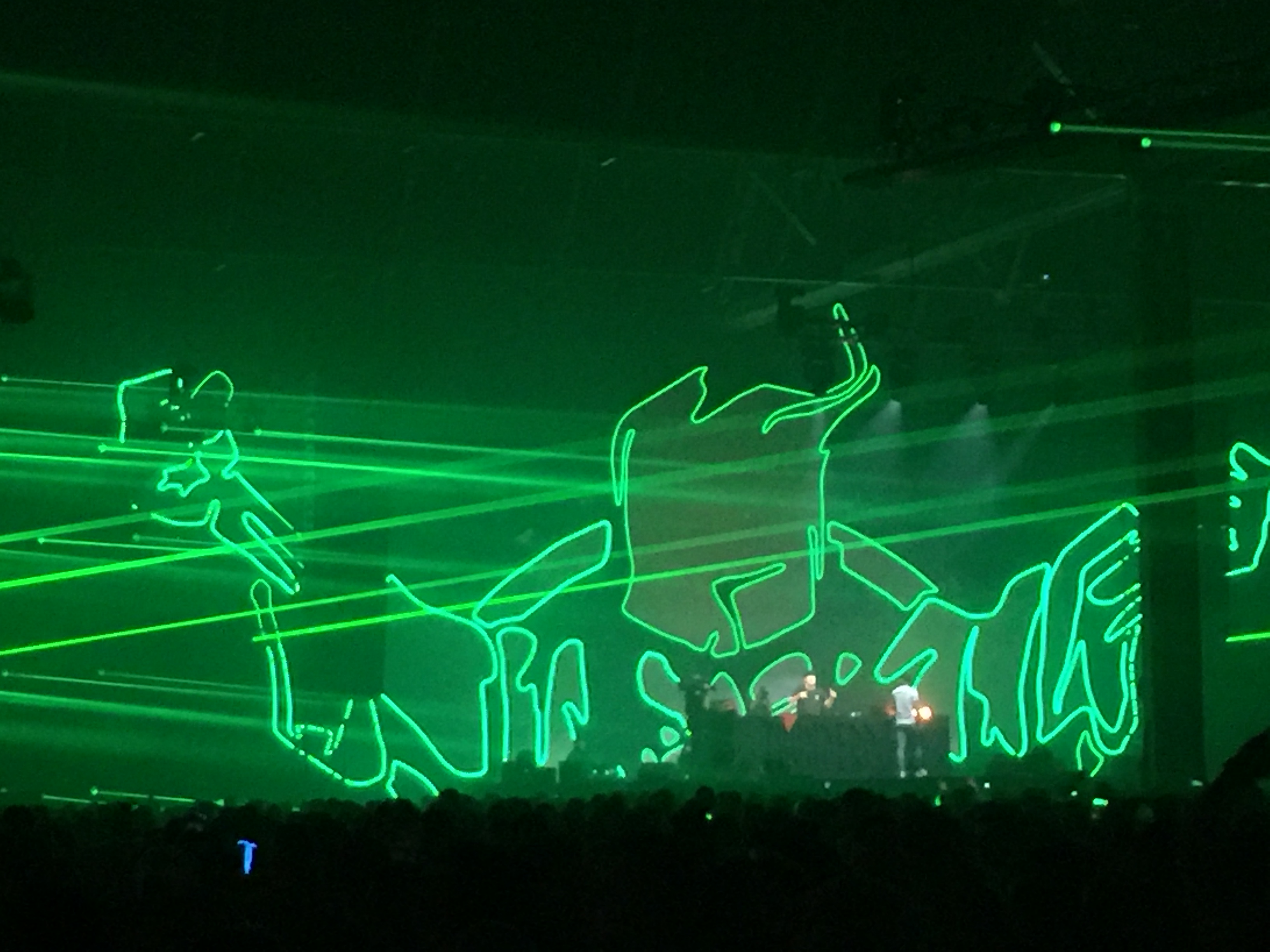
Thunderdome 2017 Hauptbühne

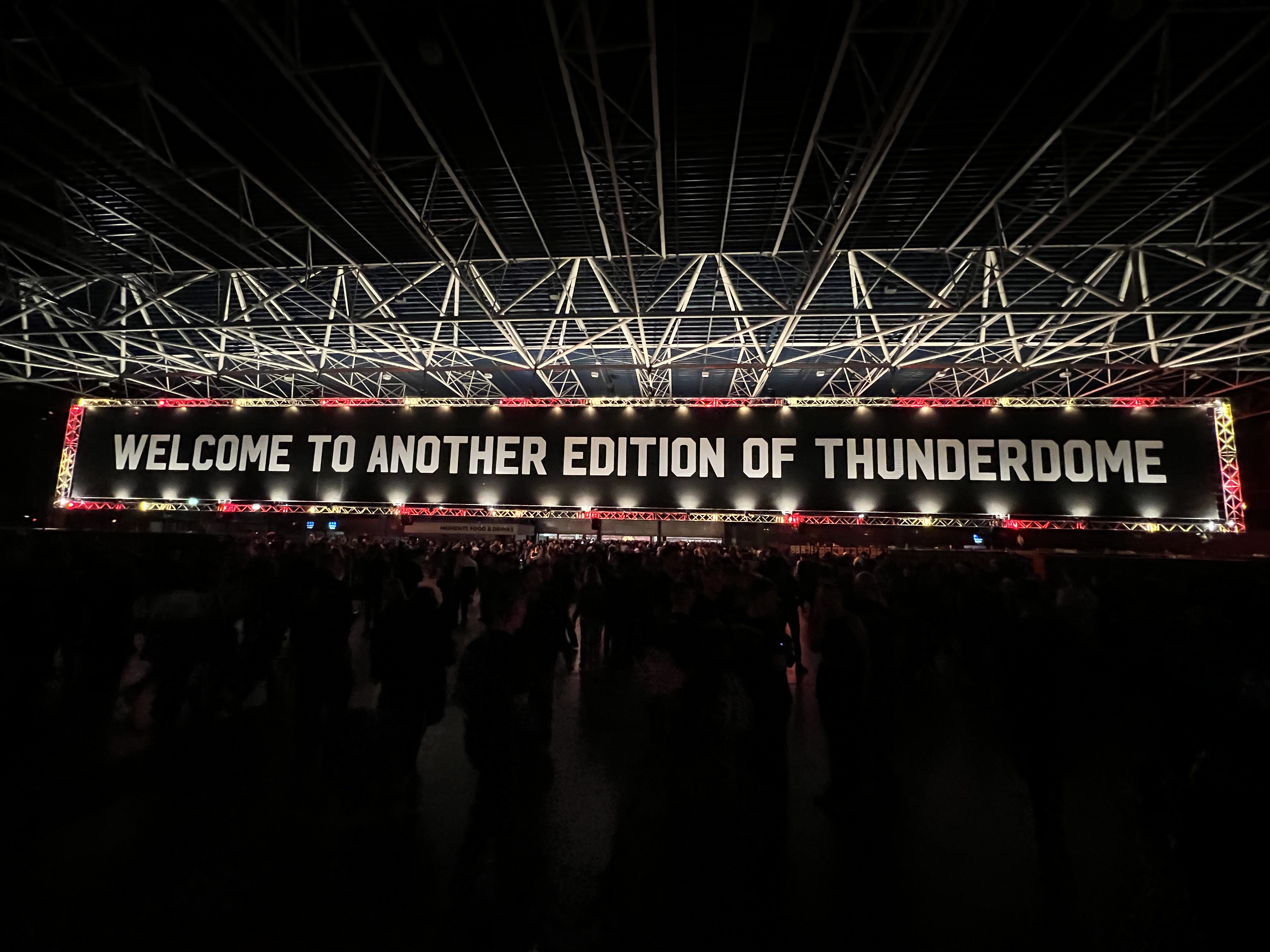
Thunderdome Banner im Eingangsbereich 2022

Der erste Thunderdome fand 1992 in Heerenveen statt. Thunderdome war Anfang bis Mitte der 1990er Jahre eine der bekanntesten Rave-Veranstaltungen Europas und die bekannteste im Gabber-Bereich. Seit 1993 fanden Thunderdome-Veranstaltungen auch in anderen Ländern Europas wie Deutschland, der Schweiz und Spanien statt.
Begleitend zur Veranstaltung erschien auch eine CD-Compilation-Reihe, die des Öfteren in den Top Ten der Charts diverser Länder, darunter auch Deutschland, landete und damit zu den kommerziell erfolgreichsten Veröffentlichungen dieser Musikrichtung wurde. Es erschienen auch einige Partyvideos, ein paar „Thunderdome Boxen“ mit Thunderdome-CDs, Stickern, Longsleeves und anderem sowie die Thunderdome - A Decade DVD (2002). Es gibt ein Re-Release jeder Thunderdome-Kompilation bis zur Hardcore Rules The World (Nr. 23). Diese sind zum 10. Geburtstag von Thunderdome erschienen und daran erkennbar, dass das Cover eine goldene Umrandung hat und die Kompilationen über ID&T veröffentlicht wurden. Der Inhalt dieser CDs ist weitgehend identisch mit den alten Versionen.
Des Weiteren wurden von der Marke Thunderdome als auch ID&T diverse Kleidung vermarktet (T-Shirts, Jacken etc.), und selbst Energy Drinks (Thundertaste) gab es seinerzeit.
Irfan van Ewijk, Duncan Stutterheim & Theo Lelie (ID&T) hatten Anfang 1992 die Idee, einen Rave für Schulabgänger zu organisieren. Unter dem Titel „The Final Exam“ fand der Rave am 20. Juni 1992 im Kongress- und Veranstaltungscenter „Jaarbeurs“ in Utrecht statt. ID&T machte sich einen Namen in der niederländischen Musikszene. Nach dem Rave im Juni 1992 verließ Theo Lelie das Unternehmen. Ende 1992 kam die erste ID&T-Thunderdome-CD auf den Markt. Anschließend erschienen zahlreiche Best-of- und Maxi-CDs der Thunderdome-Reihe. Die nummerierte Reihe ging bis 22. Danach wurden nur noch vereinzelt CDs veröffentlicht, zeitweise auch zweimal jährlich.
Am 15. Dezember 2012 fand nach 20 Jahren die vorerst letzte Thunderdome Party, wie auch beim 10. und 15. Jubiläum, im RAI in Amsterdam statt. Das bereits im Vorverkauf ausverkaufte Event trug – ebenso wie die allererste Ausgabe im Jahr 1992 – den Titel „The Final Exam“.
Zum 5. Dezember 2015 wurde das erste Mal zu einem Fan-Day (Thunderdome – Die Hard Day) im Melkweg, Amsterdam geladen.
Am 28. Oktober 2017 fand nach fast 5 Jahren Pause wieder eine Thunderdome statt. Dieses Mal wurde unter dem Motto "25 Years of Hardcore" das 25-jährige Bestehen der Partyreihe im Jaarbeurs Utrecht mit vielen DJs aus der Anfangszeit (u. a. PCP, Dano, Prophet, Pavo, Gizmo..) gefeiert.

## Veranstaltungen
| Datum               | Name                                  | Ort                           |
| ------------------- | ------------------------------------- | ----------------------------- |
| 20. Juni 1992       | Thunderdome: The Final Exam           | Thialf in Heerenveen          |
| 3. Oktober 1992     | Thunderdome I                         | Thialf in Heerenveen          |
| 13. Februar 1993    | Thunderdome II                        | Frieslandhallen in Leeuwarden |
| 13. März 1993       | Thunderdome II                        | Statenhal in Den Haag         |
| 3. April 1993       | Thunderdome IV                        | Thialf in Heerenveen          |
| 8. Mai 1993         | Thunderdome V - The Final Thunderdome | Martinihal in Groningen       |
| 9. Oktober 1993     | Thunderdome                           | Martinihal in Groningen       |
| 27. November 1993   | Thunderdome                           | Jaarbeurs in Utrecht          |
| 25. April 1995      | Thunderdome meets Multigroove         | Amsterdam                     |
| 26. August 1995     | Thunderdome vs. Hellraiser            | Amsterdam                     |
| 20. April 1996      | Thunderdome - '96 'Dance Or Die!'     | Frieslandhallen in Leeuwarden |
| 22. Februar 1997    | Thunderdome @ Mysteryland             | Jaarbeurs in Utrecht          |
| 4. Juli 1997        | Thunderdome @ Mysteryland             | Bussloo See                   |
| 29. November 1997   | Thunderdome - Eastern Edition         | Expo Center Hengelo           |
| 28. November 1998   | Thunderdome                           | Expo Center Leeuwarden        |
| 2. Oktober 1999     | Thunderdome                           | Thialf Heerenveen             |
| 25. August 2001     | Thunderdome                           | Heineken Music Hall Amsterdam |
| 12. Oktober 2002    | Thunderdome - A Decade                | Amsterdam RAI                 |
| 25. Oktober 2003    | Thunderdome                           | Jaarbeurs Utrecht             |
| 4. Dezember 2004    | Thunderdome                           | Jaarbeurs Utrecht             |
| 3. Dezember 2005    | Thunderdome                           | Jaarbeurs Utrecht             |
| 2. Dezember 2006    | Thunderdome                           | Jaarbeurs Utrecht             |
| 15. Dezember 2007   | Thunderdome XV                        | Amsterdam RAI                 |
| 24. Mai 2008        | Thunderdome - Payback Time            | Heineken Music Hall Amsterdam |
| 20. Dezember 2008   | Thunderdome                           | Jaarbeurs Utrecht             |
| 23. Mai 2009        | Thunderdome - Flight Night            | Heineken Music Hall Amsterdam |
| 19. Dezember 2009   | Thunderdome - Alles naar de kl#te     | Jaarbeurs Utrecht             |
| 18. Dezember 2010   | Thunderdome - Breaking Barriers       | Jaarbeurs Utrecht             |
| 17. Dezember 2011   | Thunderdome - Toxic Hotel             | Jaarbeurs Utrecht             |
| 15. Dezember 2012   | Thunderdome - The Final Exam          | Amsterdam RAI                 |
| 26./27. August 2017 | Thunderdome @ Mysteryland             | Floriade - Haarlemmermeer     |
| 28. Oktober 2017    | Thunderdome - 25 years of Hardcore    | Jaarbeurs Utrecht             |
| 26. Oktober 2019    | Thunderdome                           | Jaarbeurs Utrecht             |
| 10. Dezember 2022   | Thunderdome XXX                       | Jaarbeurs Utrecht             |
| 09. Dezember 2023   | Thunderdome - Xtreme Audio            | Jaarbeurs Utrecht             |
| 13. Dezember 2024   | Thunderdome Omega                     | Sportpaleis (Antwerpen)       |
| 14. Dezember 2024   | Thunderdome Alpha                     | Sportpaleis (Antwerpen)       |

### Fan Days
- Thunderdome - Die Hard Day - 5. Dezember 2015
- Thunderdome - Die Hard Day II . 3. Dezember 2016
- Thunderdome - Die Hard Day III. 27. Oktober 2018[1]

### In anderen Ländern
- Thunderdome - Planet Hardcore (Club), Dendermonde, Belgien – 3. April 1994[2]
- Thunderdome - Stadthalle Dietikon-Zurich, Switzerland - 16. April 1994
- Thunderdome - Extreme (Club), Affligem, Belgien – 16. Dezember 1994[3]
- Thunderdome - Sporthalle in Köln - Germany - 11. Juli 1994
- Thunderdome - Revierpark-Vonderort in Oberhausen - Germany - 13. Mai 1995
- Thunderdome - Midland Railway Workshops, Perth Australia - 1. Oktober 1995
- Thunderdome - Zak Diskothek, Uelsen, Germany - 27. Dezember 1995
- Thunderdome @ Club X, Wuustwezel, Belgien – 13. September 1996[4]
- Thunderdome - Sport- und Kongresshalle Schwerin, Germany - 21. September 1996
- Thunderdome - Ziegelei Groß Weeden, Sierksrade, Germany - 1. November 1996
- Thunderdome - Sportpaleis in Antwerpen, Belgium - 16. November 1996
- Thunderdome - Sportpaleis in Antwerpen, Belgium - 29. März 1997
- Thunderdome - Turbinenhalle Oberhausen, Germany - 7. Mai 1997
- Thunderdome (Global Hardcore Nation) @ Cherry Moon (Club), Lokeren, Belgien, 31. Oktober 1997[5]
- Thunderdome - Diskothek Florida, Ghedi (Provinz Brescia), Italien - 13. Oktober 2012 [XX The Final Exam Tour]
- Thunderdome - Sportcenter Huttwil, Switzerland - 10. November 2012 [XX The Final Exam]

## Thunderdome-CDs

### Die CD-Reihe
- Thunderdome - F*ck Mellow, This Is Hardcore From Hell (1993) Single-CD (ohne Nummer)
- Thunderdome - F*ck Mellow, This Is Hardcore From Hell (1993)
- Thunderdome 02 - Back From Hell! - Judgement Day (1993)
- Thunderdome 03 - The Nightmare Is Back (1993)
- Thunderdome 04 - The Devil's Last Wish (1993)
- Thunderdome 05 - The Fifth Nightmare (1994)
- Thunderdome 06 - From Hell To Earth (1994)
- Thunderdome 07 - Injected With Poison (1994)
- Thunderdome 08 - The Devil In Disguise (1995)
- Thunderdome 09 - Revenge Of The Mummy (1995)
- Thunderdome 10 - Sucking For Blood (1995)
- Thunderdome 11 - The Killing Playground (1995)
- Thunderdome 12 - Caught In The Web Of Death (1996)
- Thunderdome 13 - The Joke's On You (1996)
- Thunderdome 14 - Death Becomes You (1996)
- Thunderdome 15 - The Howling Nightmare (1996)
- Thunderdome 16 - The Galactic Cyberdeath (1997)
- Thunderdome 17 - Messenger Of Death (1997)
- Thunderdome 18 - Psycho Silence (1997)
- Thunderdome 19 - Cursed By Evil Sickness (1997)
- Thunderdome 20 - Chapter XX (1998)
- Thunderdome 21 - Chapter XXI (1998)
- Thunderdome 22 - Chapter XXII (1998)
- Thunderdome (23)- Hardcore Rules The World (1999)
- Thunderdome (24)- Past, Present, Future (1999)
- Thunderdome (25) 2001 a.k.a. Harder Than You (2001)
- Thunderdome (26) 2001 Part 2 (2001)
- Thunderdome (27) 2002 (2002)
- Thunderdome (28) 2003 Part 1 (2003)
- Thunderdome (29) 2003 Part 2 (2003)
- Thunderdome (30) 2nd Gen Part 1 (2004)
- Thunderdome (31) 2005-1 (2005)
- Thunderdome (32) 2006 (2006)
- Thunderdome (33) 2007 (2007)
- Thunderdome XV - 15 years (2008)
- Thunderdome (34) 20/12 (2008)
- Thunderdome Fight Night (2009)
- Thunderdome (35) 2009 - Alles Naar De Klote (2009)
- Thunderdome 2010 - Breaking Barriers (2010)
- Thunderdome 2011 - Toxic Hotel (2011)
- Thunderdome 2012 - The Final Exam 20 Years Of Hardcore (2012)
- Thunderdome - The Golden Series (2014)
- Thunderdome - Die Hard (2015)
- Thunderdome - Die Hard II (2016)
- Thunderdome - 25 Years Of Hardcore (2017)
- Thunderdome - Die Hard III (2018)
- Thunderdome (2019)
- Thunderdome - High ϟ Voltage (2020)
- Thunderdome (2021)
- Thunderdome - Celebrating 30 Years of Hardcore (2022)
- Thunderdome - Xtreme Audio (2023)
- Thunderdome - Omega | Alpha (2024)

### Megamixe etc.
- Thunderticket 93 - Maxi
- Thunderdome 04 - The Megamixes
- Thunderdome 04 - Limited Edition Remix (The F**kin' Megamix)
- Thunderdome Mix - ID&T Limited Edition
- Thunderdome "The Awards" Entrance Ticket Maxi
- Thunder-Downunder - Thunderdome Australian Tour limited Edition
- Thunderdome 05 - The Megamixes
- Thunderdome 06 - The Megamixes
- Thunderdome 06 - The Megamixes Limited edition Promotion Copy
- Thunderdome 07 - The Megamixes
- Thunderdome 08 - The Megamixes
- Thunderdome 08 - The Devil In Disguise
- Thunderdome 08 - The Single
- Thunderdome 09 - The Megamix
- Thunderdome 10 - The Megamix
- Thunderdome 11 - Don't Fuck With The Chuck (The Single)
- Thunderdome 12 - The Megamixes
- Thunderdome ID&T Limited Edition (1996 Free Promotion Maxi-CD)
- Thunderdome '96 - Dance Or Die! (The Thunder Anthems)
- Thunderdome '96 - Dance Or Die! (The Entrance Ticket)
- Thunderdome 14 - Death Becomes You (The Megamixes)
- Thunderdome 15 - The Howling Nightmare (The Megamixes)
- Thunderdome 16 - Megamixes
- Thunderdome '97 PCP - Special
- Thunderdome Best Of 97 - Megamix (dieselbe Trackliste wie die Thunderdome 19 Megamix-CD)
- Thunderdome 17 - Messenger Of Death (Megamix)
- Thunderdome 18 - Psycho Silence (Megamixes)
- Thunderdome 19 - Cursed By Evil Sickness (Megamix)
- Thunderdome School Edition
- Thunderdome School Edition 98 - 99
- Thunderdome '98 - Hardcore Rules The World (Dj E-Rick & Tactic)

### Best Of
- Thunderdome - The Megamix of Thunderdome 1-5!
- Thunderdome - The Best Of [Hardcore will never die] (1995)
- Thunderdome - The Best Of (1996)
- Thunderdome The Best Of '97
- Thunderdome - Hardcore 100 - Best Of The Best (1997)
- Thunderdome The Best Of 98
- Thunderdome The Essential '92 -'99 Collection (1999)

Bis auf The Megamix of Thunderdome 1-5 erschienen alle Best-ofs sowohl als normale CD, als auch als Limited Edition Box Sets mit diversen Gimmicks.

### Live
- Thunderdome '96 Dance Or Die - Live (1996)
- Thunderdome '97 - Live (1997)
- Thunderdome Live Presents: Global Hardcore Nation (1997)
- Thunderdome Live Presents: Global Hardcore Nation Part 2 (1998)
- Thunderdome Live - Recorded At Mystery Land The 4th Of July 1998 (1998)
- Thunderdome - A Decade Live (2002)

### Spezial
- Thunderdome - The X-mas Edition (1994)
- Thunderdome - französische Version (1994 - Cover der Thunderdome II)
- Thunderdome 02 - französische Version (1994 - Cover der Thunderdome V)
- Thunderdome - X-Mas Paradise (1995)
- Thunderdome - School-Edition 97
- Thunderdome - School Edition 98–99
- Thunderdome - amerikanische Version (1998 Cover der Thunderdome XVII)
- Thunderdome Turntablized : Mixed by Unexist (2004)

## Thunderdome-DVD
- Thunderdome - X - A Decade DVD Experience

## Schallplatten
- The Dreamteam - Thunderdome (Dreamteam Productions)
- Thunderdome 3 (Arcade)
- DJ Dano - Thunderdome 4 EP (Dreamteam Productions)
- DJ Gizmo - Thunderdome 4 EP (Dreamteam Productions)
- DJ Buzz Fuzz - Thunderdome 4 EP (Dreamteam Productions)
- The Prophet - Thunderdome 4 EP (Dreamteam Productions)
- The Dreamteam - Thunderdome Remix EP (Dreamteam Productions)
- DJ Promo & MC Drokz - Thunderdome 2007 Anthem (The Third Movement)
- Thunderdome 4 The Megamixes (Total Recall)
- Thunderdome 4 The Megamixes -Picture Disc- (Total Recall)
- Thunderdome 5 The Megamixes (Total Recall)
- Thunderdome 6 Sampler (ID&T Records)
- Thunderdome 6 Megamix (ID&T Records)
- Thunderdome 7 Sampler (ID&T Records)
- Thunderdome 7 Megamix (ID&T Records)
- Thunderdome The Winter Edition (ID&T Records)
- Thunderdome 8 Sampler (ID&T Records)
- Thunderdome 9 Sampler (ID&T Records)
- Thunderdome 10 Sampler (ID&T Records)
- Thunderdome The Unreleased Projects (ID&T Records)
- Thunderdome '96 - The Thunder Anthems (ID&T Records)
- Thunderdome '98 - Hardcore Rules The World (ID&T Records)
- Thunderdome 2010 - Breaking Barriers (ID&T Records)
- Thunderdome 2024 - Vinyl Series Set aus vier auch einzeln erhältlichen Platten(Thunderdome Music)[6][7]